# 구혜선 소품집 - 숨
《구혜선 소품집 - 숨》은 구혜선의 사운드트랙이다. 이 음반에 수록된 노래들은 그녀가 제작한 영화에 쓰인 음악, 노래를 수록하였으며, 영화 개봉 전 먼저 출시되었다. 조현석, 최인영, 사사키 이사오가 수록곡의 제작에 참여하였다.

## 수록곡
1. Rain
2. 별별이별
3. 밤비소리
4. 향기
5. 사랑의 꿈
6. 골목을 돌면
  1. 골목을 돌면 (보컬 버전)